# Случаят „Пасифико“
Случаят „Пасифико“ (на гръцки: Επεισόδιο Πατσίφικο) или Паркеровите събития (на гръцки: Τα Παρκερικά) е период в историята на съвременна Гърция характеризиращ се с широкомащабен международен дипломатически конфликт между Великобритания и Гърция през 1847 – 1850 г. Конфликтът прераства в дипломатическа конфронтация между Великобритания, от една страна, и Франция и Русия, от друга. Събитията са епицентър на международната политика на великите сили по време на „пролетта на народите“ и бележат развръзката към Кримската война.

## Предистория
Виенският конгрес спира временно международните противоречия между великите сили. След победата над Наполеон Бонапарт Руската империя се връща към изпълнение на своя „гръцки проект“ логистирайки Филики Етерия, още повече че османската мощ залязва. В разгара на гръцката война за независимост е връчена на Високата порта ултимативна нота довела до Акерманската конвенция. В крайна сметка с решителна руска помощ по силата на Одринския мир е създадена независима Гърция. Държави-гаранти са ѝ Русия, Великобритания и Франция, а в Гърция се формират руска, английска и френска партии. Политическият живот в младото Гръцко кралство е голямо разочарование за страните-гаранти на (ново)гръцката свобода и независимост.
От 1835 г. до 1849 г. британски посланик в Атина е Едмънд Лайънс, който неуморно и брутално се противи срещу руското и френско влияние в младото гръцко кралство, мъчейки се прокарва и дори налага британските интереси във вътрешната политика на малката държава. Това е време на все по-силно и глобално противопоставяне на Британската империя срещу Руската империя, още повече, че последната застрашава да пресече британския морски път към Индия. Макар Лондонската конвенция за Проливите да неутрализира в голяма степен последствията от Ункярискелесийския договор, влиянието на Русия на Балканите и в Леванта остава силно, особено в Гърция.

## Завръзката
На този фон старите ветерани-паликарета от времената на гръцкото въстание организират успешно въстание довело до въвеждането на първата гръцка конституция и ограничаване на монархическата власт. Първите избори при условията на конституционен режим печели френската партия, начело на която е завърналия се от посланичество в Париж – Йоанис Колетис. Колетис е френско протеже и отявлен противник на английската партия и политика. Правителството на Колетис буквално вади от равновесие Лайънс и последния започва да бомбардира Форин офис с гневни доклади за управлението на Колетис. Според Лайънс външната политика на Колетис се характеризирала с три основни цели: агресивност срещу Турция, сервилност спрямо Франция и унижение на Англия. Също така Лайънс застъпил пред Форин офис тезата, че Колетис е установил един корумпиран, незаконен, противоконституционен режим в Гърция. От друга страна по-късни исторически данни разкриват, че по това време френският посланик Теобалд Пискатори действа по същество като регент, дори назначавайки министри, а секретарят на френското посолство Едуар-Антоан Тувенел е действителният директор и редактор на правителствения френскоезичен вестник в Атина.:с. 44 В резултат от докладите на Лайънс, Форин офис отново подига въпроса за преотстъпването на Йонийската република на двата малки острова Елафонисос и Сапиенца, за които претендира още от 1839 г.

## Поводът
Едно странично събитие нагнетява напрежение и служи като повод за британска брутална намеса в Гърция. По време на Страстната седмица на 1847 г. чуждестранна делегация гостува в Атина, сред която е един Ротшилд. Гръцкото кралство по това време се бори неистово за чужди пари които да модернизират страната. В очакване да получи заем от една от банките на Ротишилд, правителството на Колетис отменя традиционните великденски тържества в Атина, по време на които се изгаря чучелото на Иуда Искариотски. Нещо повече, министърът на вътрешните работи дава на директора на полицията строги указания да се ограничи стрелбата и фойерверките по време на тържествата. Министърът по църковните въпроси подканя митрополита и свещениците на всички енории да дадат строги указания към своите енориаши да не стрелят по улиците. Инструкциите са обявени публично по улиците от глашатаи.
Обаче първият нарушител на инструкциите е енорийският свещеник на църквата на „Светите безсребърници Козма и Дамян“ – Милетий. След като прочита от амвона всичко което е заповядано отгоре, Милетий излиза от църквата, вади пистолета си изпод расото и започва демонстративно да стреля. Съвременници на събитията си спомнят, че никога в Атина не е имало толкова много патардия и изстрели, както през онази 1847 г. Мерките срещу шума по време на Страстната седмица се осъдени и от пресата в Атина. В утрото на Възкресение Господне целият район около Атинския акропол е обгърнат от миризмите на печени агнета. Но забраната за изгаряне чучелото на Иуда взривява всички вярващи християни и поради липса на местни евреи в Атина по това време, подозренията за провокацията се стоварват върху нищо неподозиращия португалски маран – Давид Пасифико, по-известен като Дон Пасифико.

## Дон Пасифико
Дон Пасифико е сефарадски евреин по произход. Роден в Гибралтар през 1784 г. През 1820 г. получава португалско поданство и от 1835 до 1837 г. служи като консул на Португалия в Мароко. След това е назначен за генерален консул на Португалия в Гърция, където развива и търговска дейност. Освободен от португалското министерство на външните работи като генерален консул през 1842 г. заради злоупотреби. След като е освободен от португалска служба, Пасифико остава в Атина, получавайки британско гражданство по рождение, Живеейки „за сметка на услугите“ на графиня Плакентия в Атина, Пасфико не се ползва с добра репутация в гръцката столица по това време, най-вече заради демостративното си неуважение към християнските ритуали от времената на дипломатическото му представителство. Провокирана от забраната за изгаряне чучелото на Иуда, гневна тълпа се събира и се отправя към къщата на Пасифико, който разбирайки за случващото се барикадира с дъщерите си на тавана. Къщата му е поломена, а мебелите и посудата изхвърлени на улицата. Извършен е и опит за палежа ѝ. Взвод войници се притекват на помощ и извеждат Пасифико и дъщерите му от къщата. Според Янис Макриянис Пасифико и дъщерите му се спасяват от линч по чудо.
Като британски поданик Дон Пасифико прави опис на щетите си и го представя пред Лайънс, който поема топката и незабавно иска изплащането на обезщетение от гръцкото правителство в размер на 30 000 златни английски лири. Дон Пасифико е оценил унищоженото си желязно легло на 4250 драхми, но това е без значение за английския посланик. Отговорът на гръцкото правителството е, че „пострадалият трябва да сезира гръцките съдилища и ако след тяхното решение гръцкото правителство откаже да удовлетвори иска, тогава дипломатическата намеса на Великобритания би била оправдана“. На 12 октомври 1847 г., когато стават публично известни „абсурдните“ искания на Пасифико, много атиняни отново се събират пред къщата му с враждебни намерения. След това Пасифико добавя допълнителна сума към иска си за „морални щети“. Лайънс продължава най-настоятелно да иска за плащането на сумата, като по-късно прилага и заключението на британския съд. Но тъй като Пасифико, подкрепян от Лайънс, не последва съвета на гръцкото правителство да се обърне към гръцките съдилища, претенцията му виси цели три години „във въздуха“, създавайки взривоопасно напрежение в международните отношения между великите сили.

## Дипломатически, международни и вътрешни промени
В разгара на скандала с дон Пасифико, Йоанис Колетис умира през септември 1847 г. Новото гръцко правителство се оглавява от Кицос Дзавелас, който остава на този пост до бурния март 1848 г. Френският посланик Пискатори е отзован и Тувенел е назначен на негово място през 1849 г. През май 1848 г. британският посланик в Константинопол пристига в Атина със специална мисия. Канинг стига до заключението, че Лайънс се е „държал абсурдно“ и през март 1849 г. Лайънс е отзован. Постът на британски посланик в Гърция е поет от ирландеца Томас Уайз. Въпреки това Форин офис в лицето на Канинг не успява да убеди младия гръцки крал да даде мандат за съставяне на правителство на британския угодник Александро Маврокордато и след Дзавелас правителството се оглавява от Георгиос Кундуриотис (март 1848 – октомври 1848), след което и от 60-годишния ветеран от войната за независимост и русофил Константин Канарис (октомври 1848 – декември 1849).
В резултат от това развитие на дипломатическата криза британските искания ескалират и накрая британското правителство изисква и незабавно плащане на 7 500 000 драхми за просрочени лихви и амортизационни плащания по британския дял от заема от 60 милиона франка, получен под гаранцията на трите велики сили, при интронизирането на Ото. Британците настояват и за експулсиране на „злодеите“ (революционери) от Йонийските острови, укриващи се в гръцкото кралство. Външният министър на правителството на Канарис, Гларакис, с изявление от 17 ноември 1849 г. отхвърля британската нота. С изключение на последната точка, понеже крал Отон не желае да вижда революционери на територията на своето кралство. Под натиска на събитията правителството на Канарис подава оставка и на негово място на 12 декември 1849 г. идва правителство на Антониос Криезис, който е от английската партия.

## Развръзката
В края на 1849 г. командирът на британския флот в Средиземно море събира на входа на Дарданелите ескадра от 15 модерни кораба, включително 5 парни фрегати, въоръжени със 731 оръдия и обслужвани от 8 хиляди моряци. Тази флота е по-мощна от флотата на Нелсън, с която последният печели битката при Трафалгар. На 30 декември 1849 г. британският флот хвърля котва на рейда на Пирея, предизвиквайки недоумение сред властите и хората относно целта на посещението на такава мощна ескадра. След като преминава през установената карантинна процедура, командващият я Паркър с 20 британски офицери са приети с почести от крал Отон и кралица Амалия в двореца. На следващия ден Паркър и посланик Вайс искат аудиенция при външния министър Анастасиос Лондос по „много спешен“ въпрос. Вайс настоява за пълно и незабавно удовлетворение на британските искания в рамките на 24 часа, без да обсъжда въпроса дали исканията са справедливи или не. Паркър добавя, че изпълнява нареждания. Лондос, който няколко дни по-рано става министър, отива незабавно при министър-председателя, след което и при посланиците на Франция – Тувенел и на Русия – Персиани. Правна комисия, спешно създадена от правителството, разглежда въпроса и единодушно „стига до заключението, че британските претенции са несправедливи и противоречат на международното право“. Същата вечер министерският съвет решава да не се поддава на ултиматума и да поиска посредничеството на другите две държави-гарантки за гръцката независимост – Франция и Русия. По обяд на следващия ден Лондос отхвърли ултиматума, като добавя, че приема арбитража на другите две велики сили по британските претенции.
На 6 януари 1850 г. посланикът и персоналът на британското посолство напускат Атина качвайки се на британския флагман „The Queen“. В същото време започва военноморска блокада на Пирея с конфискация на гръцки кораби като гаранция за изплащане на исканите обезщетения. Тувенел и Персиани, в писма до Вайс, остро протестират срещу британските своеволия, отбелязвайки че британските действия не отговарят на духа на „споразуменията от 1832 г.“ и че приемат предложението за посредничество. Междувременно не само Пирея, но и пристанищата на Сирос, Спецес, Хидра и Патра са блокирани. Британците започват да иземват не само търговски кораби, но и рибарски лодки „от флота на кралството на Ото“.
Броят на корабите, заловени от британския флот, надхвърля 100. Някои съвременни гръцки изследователи смятат, че една от целите на британците е да ударят по нарастващия гръцки търговски флот, който по това време вече е изтласкал британците от региона на Черно море и Дунав. В резултат от британските действия търговията на Гърция е парализирана. През студената зима на 1849/50 г. започват проблеми с изхранването на населението. Противно на британските очаквания, старите живи ветерани-паликарета, осъществили преврата през есента на 1843 г., се сплотяват около крал Отон. Преминаването на кралската двойка на Марсово поле (Атина) предизвика мощна демонстрация на народна подкрепа, която след това отива пред френското и руското посолства, скандирайки имената на президента на Франция и императора на Русия. Всички политически партии, включително и „английската“, изразяват подкрепа за правителството на адмирал Криезис. Гръцки политически емигранти, които са били в чужбина след революционните събития от 1848 г., изпращат писма до Криезис, в които го уведомяват, че са на негово разположение. Въпреки факта, че населението е доведено до ръба на глада, гърците демонстрират по това време психическа подготовка да се включат доброволно във военни операции, ако британците решат да дебаркират.
В отговор на британската арогантност, Русия демонстративно се отказва от искания от Гърция за лихви върху своя дял от заема от 60 милиона франка. Персиани представя в Пирея новата руска корвета „Калипсо“, която е пробила британската военноморска бликада. Руският посланик в Лондон отказва дипломатически прием, организиран от Палмерсън, по повод годишнината от възкачването на трона на кралица Виктория. От този момент дипломатическият конфликт от „англо-гръцки става англо-руски“. Руската реакция е последвана и от френско вето върху британските претенции. В резултат от дипломатическото фиаско, лорд Палмерсън се вижда принуден да заяви, че Великобритания вече не настоява за незабавно плащане на лихвата върху нейния дял от гръцкия заем.
Европейското обществено мнение, включително това в Англия, е възмутено от аспирациите на Палмерсън, обявявайки ги за „гангстерско пиратство“. Дебатът се пренася в Камарата на лордовете и на 17 юни тази камара безпрецедентно осъжда действията на Палмерсън със 169 на 132 гласа. За първи път в политическата история на Англия възниква дилема дали след неодобрение на правителствена политика от Камарата на лордовете, правителството трябва да подаде оставка или не. След дълги дискусии е решено, че само Камарата на общините, избрана от народа, може да решава съдбата на правителствата. Дебатът се провежда на 29 юни, като същия ден излиза и томоса за автокефалията на гръцката църква. В крайна сметка, след блестяща 5-часова реч на Палмерсън, Камарата на общините не осъжда британската гръцка политика и правителството оцелява.
Дипломатическата криза обаче става общоевропейска и френското правителство решава да поеме инициативата за решаването ѝ. Палмерсън, виждайки нарастваща реакция срещу действията му, търси път за бягство и приема френските услуги. Френският барон Жан-Батист Луи Гро, когото Палмерсън смята за англофил, е изпратен в Атина. Гро проучва на място всички материали от британските искания, но не намира нищо в тях, както пише Тувенел, „освен лъжи и дребнавости“. Грос заключава, че между 80 000 и 100 000 драхми са достатъчни, за да компенсират всички лица, включително Финли и Пасифико. В крайна сметка и с руско посредничество, страните се споразумяват Гърция да плати на Англия 8500 паунда и британците да освободят всички пленени кораби. Освен това гръцкото правителство трябва да изрази съжаление на британския посланик за инцидента с побоя над британски моряци в Патра. Споразумението обаче е изпратено по най-дългия дипломатически път Лондон – Берлин – Виена – Триест – Атина, като в същото време Палмерсън изпраща по краткия маршрут Лондон – Марсилия – Атина дипломатическо съобщение до Вайс, отново да използва сила, за да покаже, че Гърция се кланя точно на Великобритания и не е съгласна на компромис посредством други велики сили. Управляващата Гърция английска партия кляка пред новия британски ултиматум, и обезщетителната сума е според британските претенции. Когато новината стигна до Париж, „подвигът“ на Палмерсън предизвика изблик на възмущение, а Едуар Друен дьо Люис е спешно отзован от Лондон, защото „престоят му там отвращава достойнството на Франция“. Британското правителство, което започва да се ориентира към съюз с Франция срещу Русия, се колебае и нарежда на своя посланик във Франция, лорд Норманби незабавно да търси компромис, който да удовлетвори французите. Лорд Норманби успява и Едуар Друен дьо Люис се завръща в Лондон. В крайна сметка Лондон сваля претенциите си до договорените с посредничеството на Франция.
Действайки с шантаж, Великобритания се проваля в първия си опит да въведе Гърция в изключителната си зона на влияние, като намесата ѝ в гръцките дела има обратен ефект. Независимо от това, след Кримската война и абдикацията на Ото, в резултат от връщането на Гърция на Йонийските острови по силата на лондонския договор от 1864 г., британското влияние върху гръцката политика става доминиращо. В отговор руската дипломация изпраща за извънреден посланик на Русия в Цариград – Николай Игнатиев.